# Treene
El Treene (baix alemany: Treen, danès:  Trenen) és un riu a Slesvig-Holstein (Alemanya). És l'afluent més llarg de l'Eider. Neix al llac de Tress-see a Gross-solt i desemboca a l'Eider a Friedrichstadt. Fins a la construcció de la resclosa antimarejada de l'Eidersperrwerk a l'embocadura de l'Eider al mar del Nord, el curs inferior del riu era sotmès al moviment de la marea.
A l'edat mitjana, el riu, junts amb el Dannevirke tenia un paper important en la defensa dels danesos contra les invasions saxones i els eslaves. Fins a les colonitzacions dels temps moderns, la part occidental també fa formar la frontera lingüística entre el danès i el baix alemany. També formava una ruta comercial important. Avui el riu és navegable per a embarcacions esportius fins a Schwabstedt i enllà per a canoes i així un objectiu predilecte per a passejos a canoa organitzats o llibres, per un dia o més. El curs superior és interessant per a la pesca esportiua.
Antigament el riu es deia Treia, una composició de dos mots danesos træ (bosc) i aa (riu), significa doncs riu al bosc. A poc a poc el nom del poble to der Treia (baix alemany per a «a prop del Treia») va prendre el nom de Treia i el nom del riu va canviar-se en Treene.

## Afluents

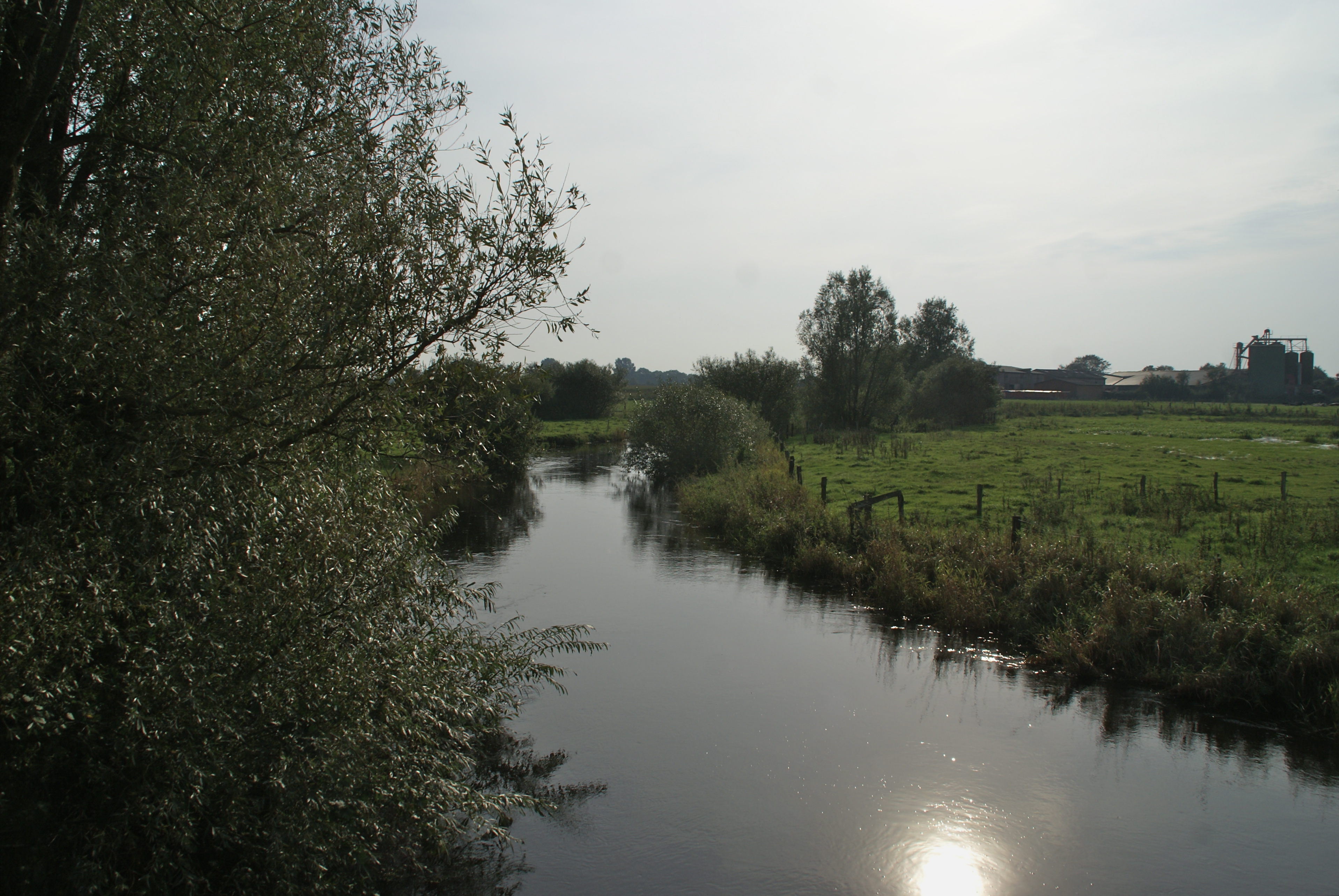
El riu vist des del pont de Sollbrück a la frontera entre els municipis Sollerup i Silberstedt

## Afluents[3]
- Jerrisbek
  - Jörlau
- Bollingstedter Au
- Jübek
- Krummbek
- Rosacker Au
- Rheider Au

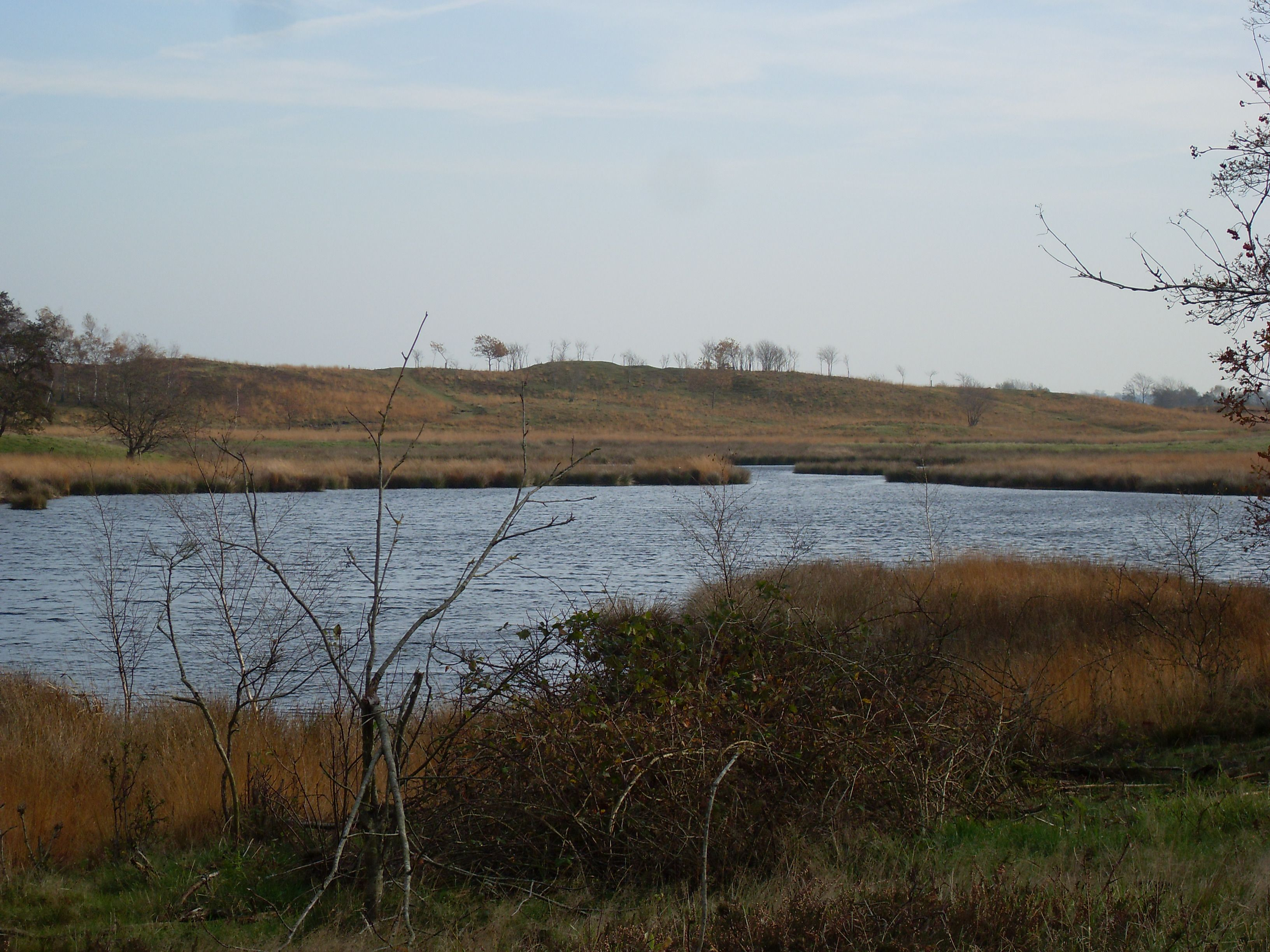
El llac Tress-see
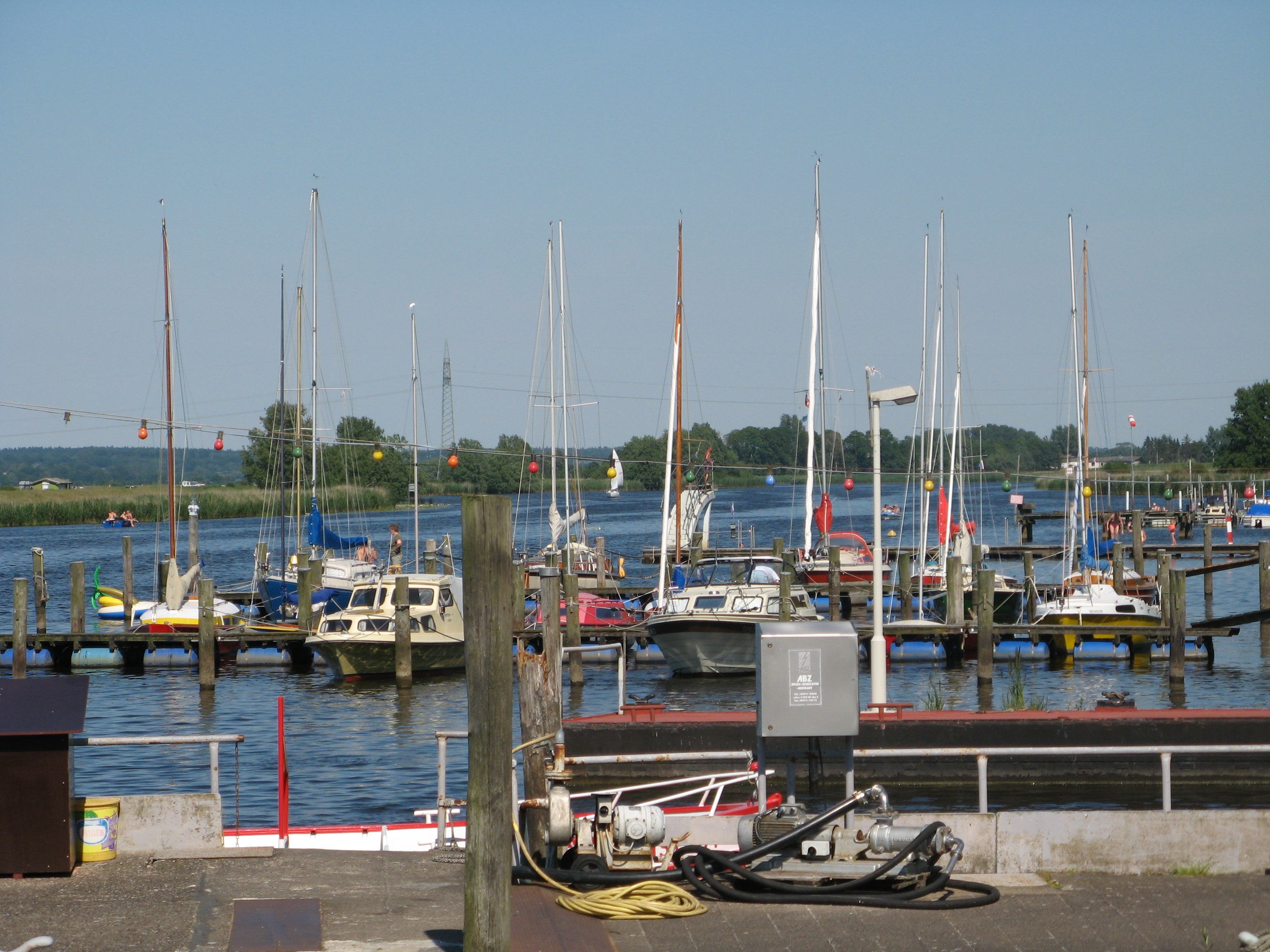
Port esportiu al Treene a Friedrichstadt
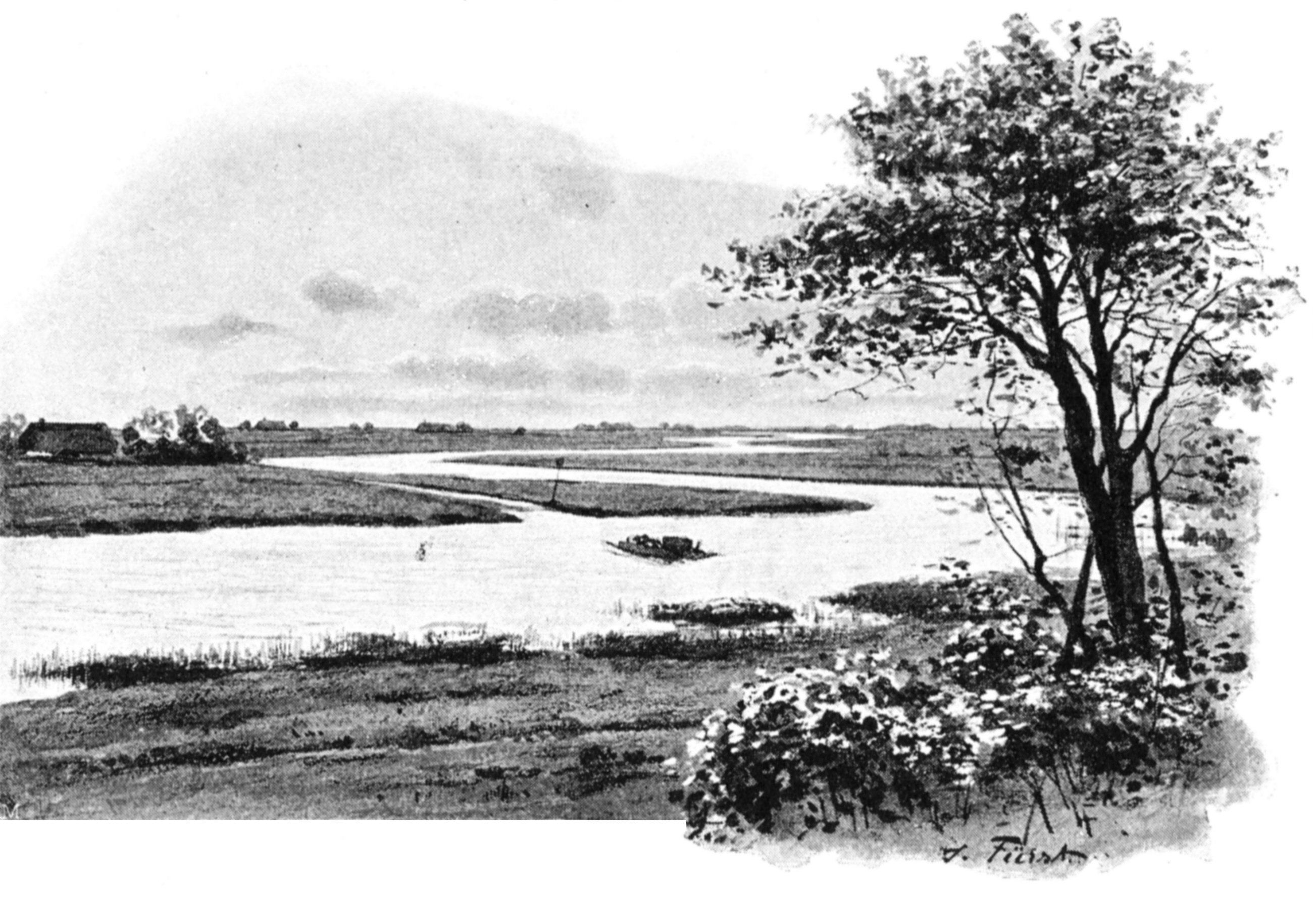
El riu a prop de Schwabstedt el 1895
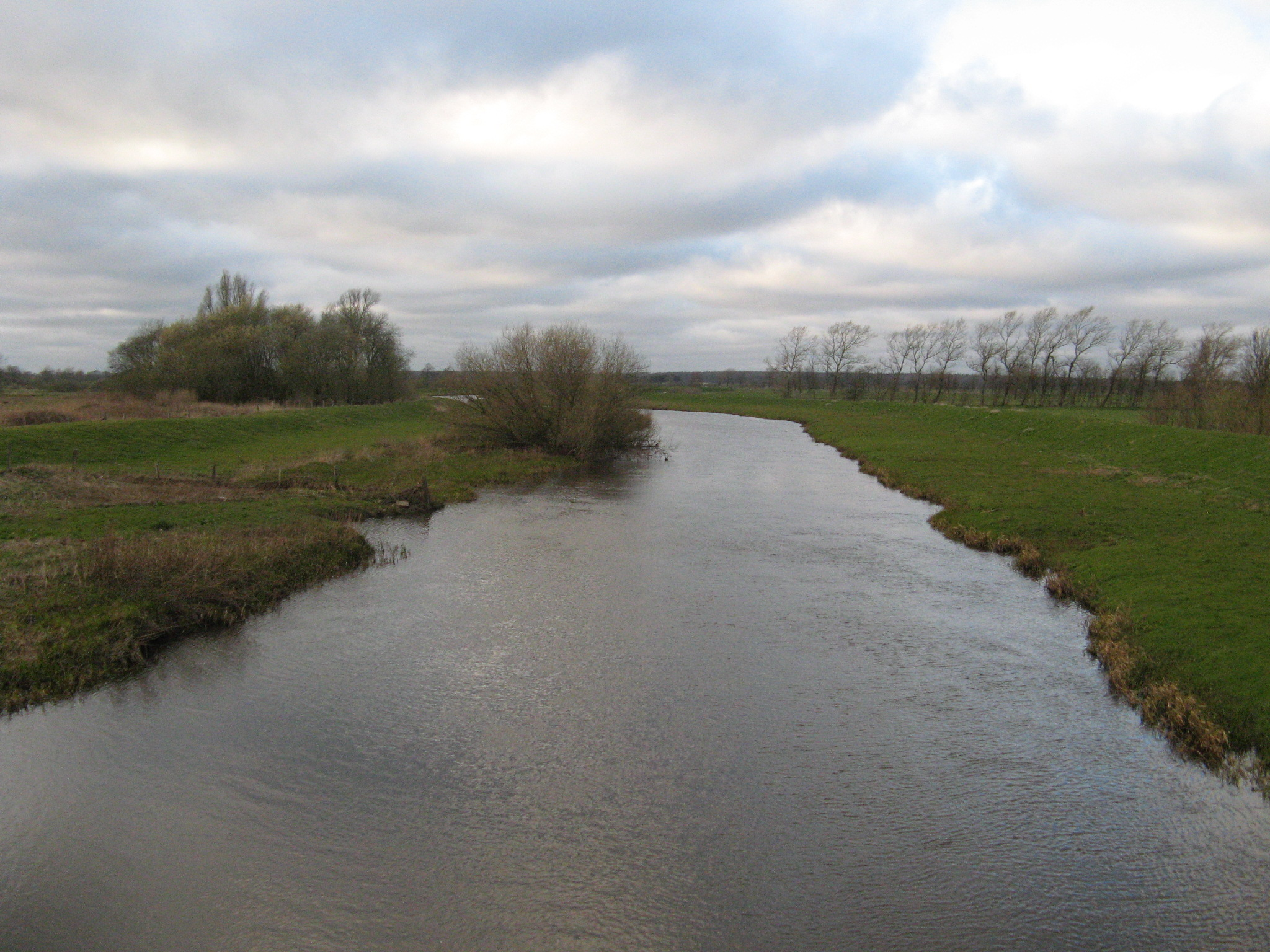
El riu a prop de Hollingstedt